# هيجة سعادي (القفر)

تعديل مصدري - تعديل

هيجة سعادي محلة تابعة لقرية المظل، التابعة لعزلة بني مبارز بمديرية القفر إحدى مديريات محافظة إب في الجمهورية اليمنية، بلغ تعداد سكانها 55 حسب تعداد اليمن لعام 2004.